# 람보르기니 아스테리온
람보르기니 아스테리온(영어: Lamborghini Asterion)은 2014년에 도입된 GT카이다.

## 사양 및 성능
최대 610 PS (449 kW; 602 hp)의 출력을 생성하는 우라칸과 공유되는 중간 장착형 V10 엔진과 300PS의 합산 출력을 생성하는 리튬 이온 배터리 팩 외에 프런트 액슬에 300 PS (221 kW; 296 hp)의 트윈 전기 모터를 탑재하였다.

## 갤러리

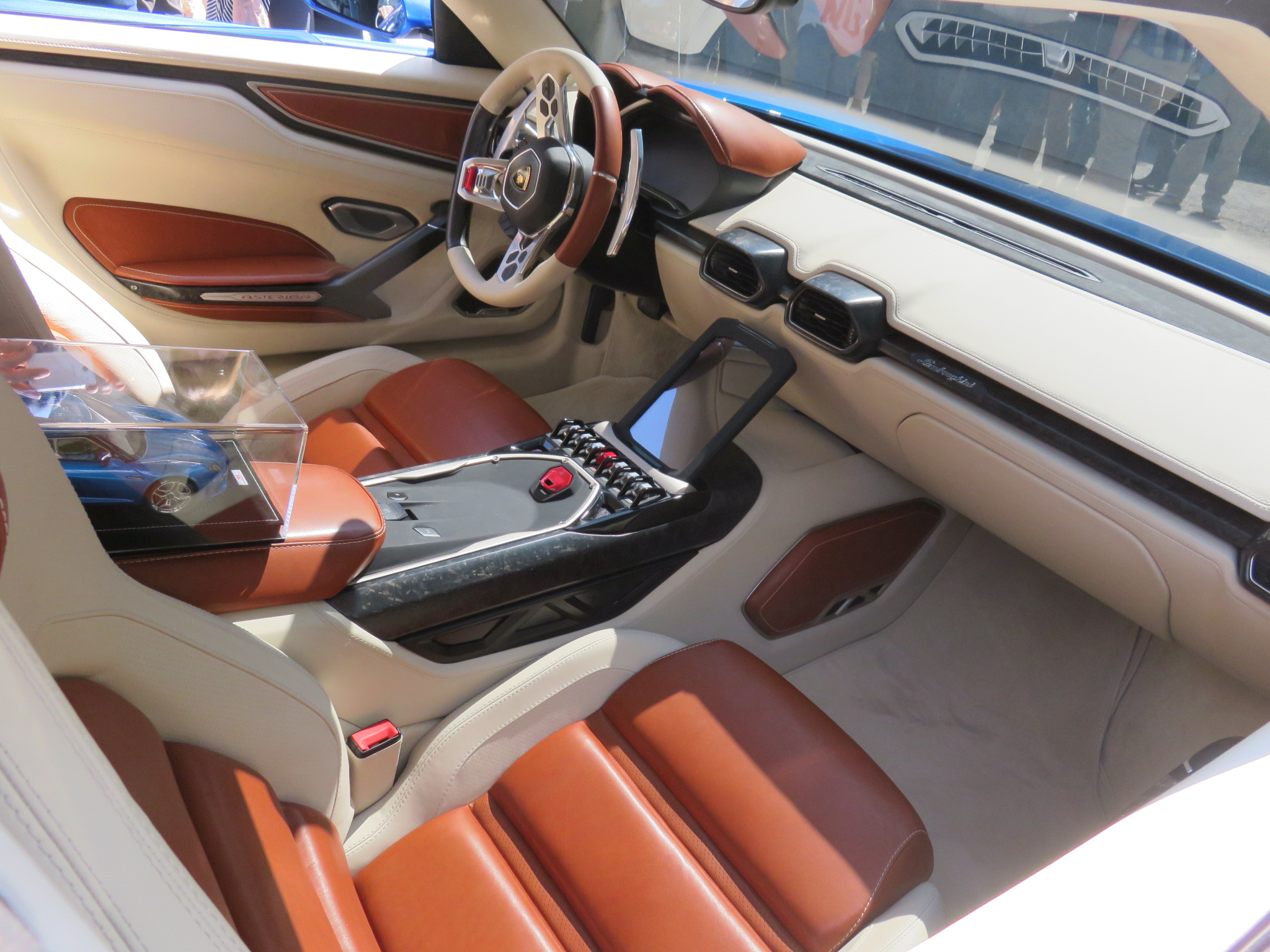
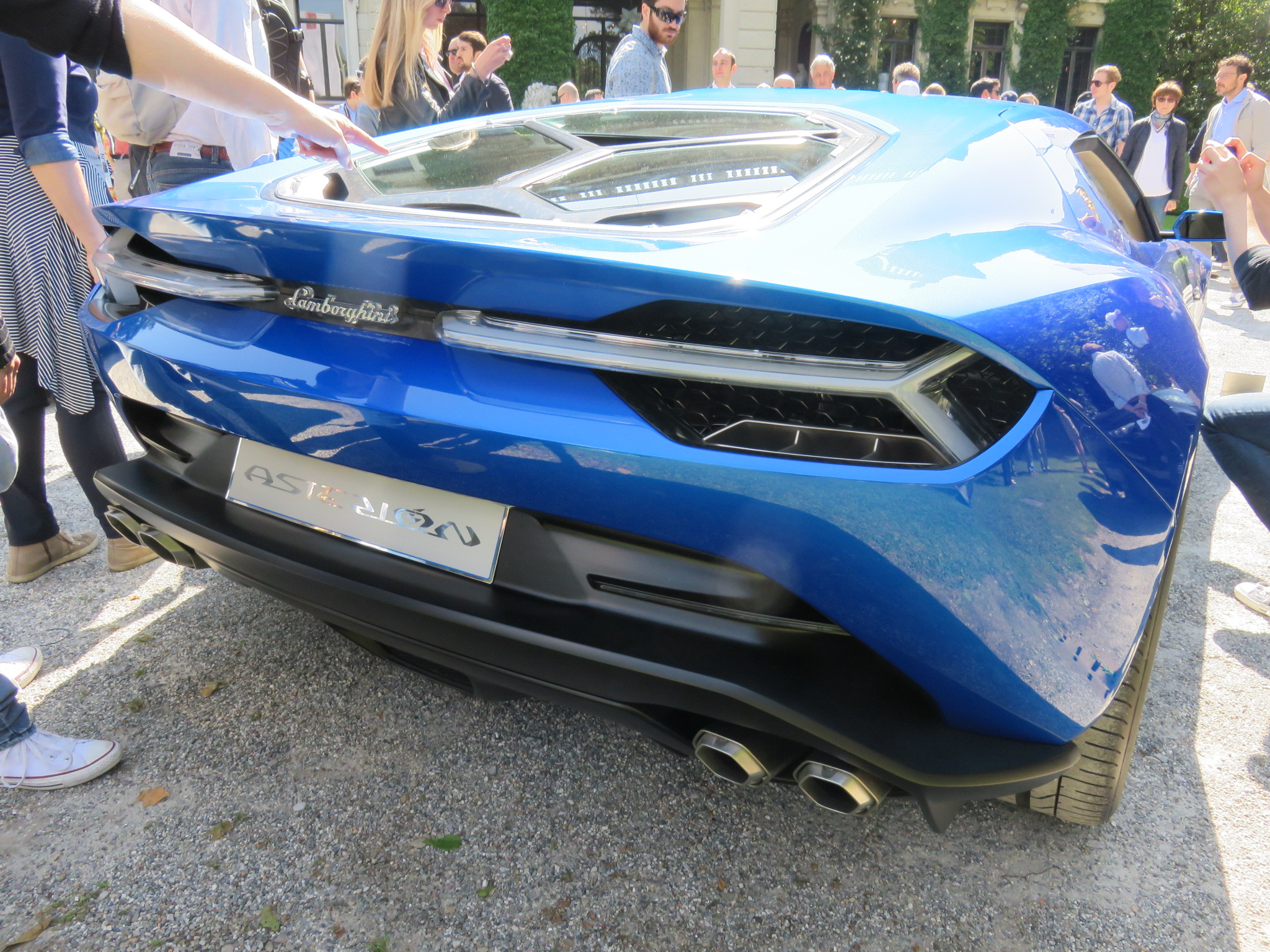
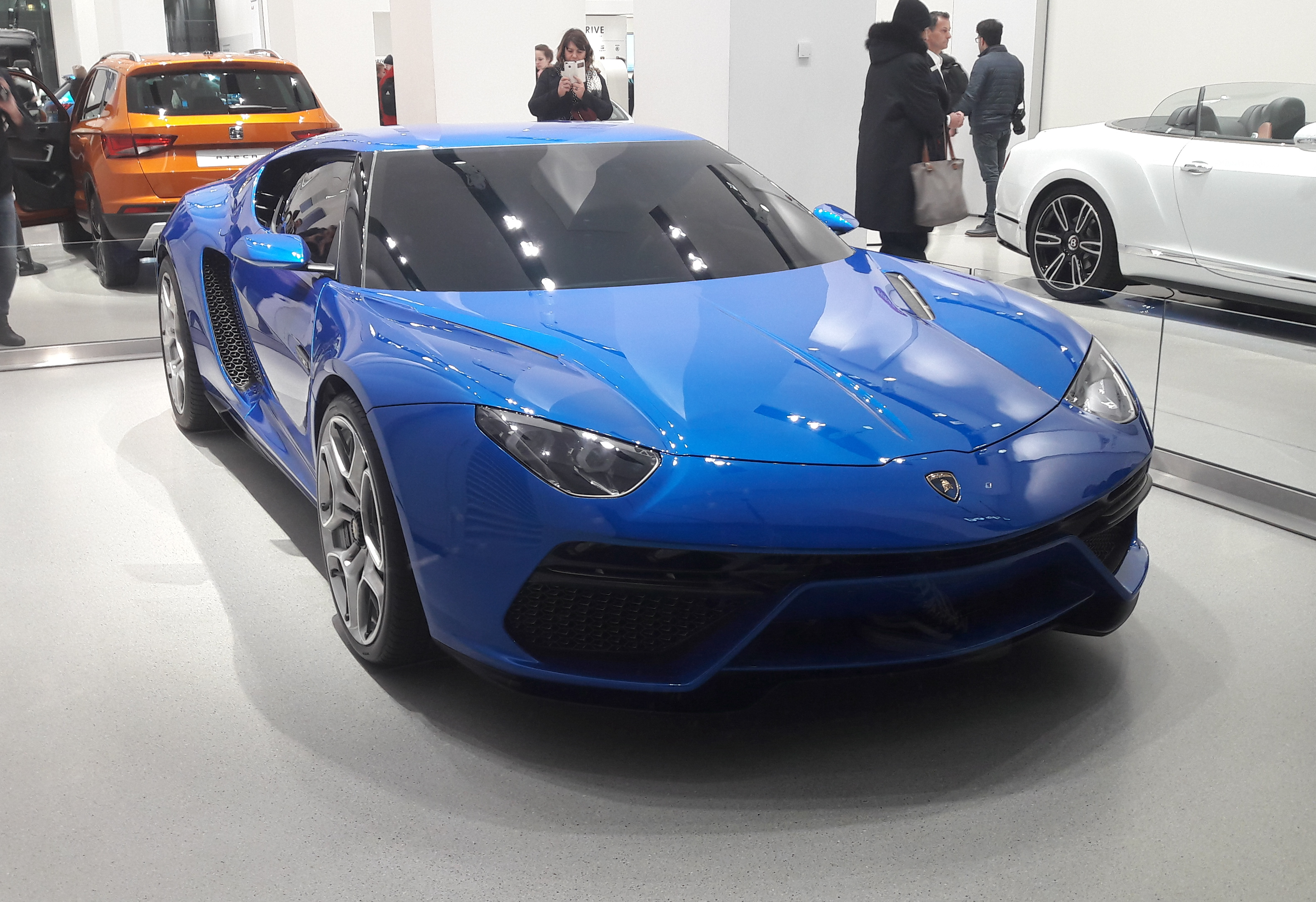
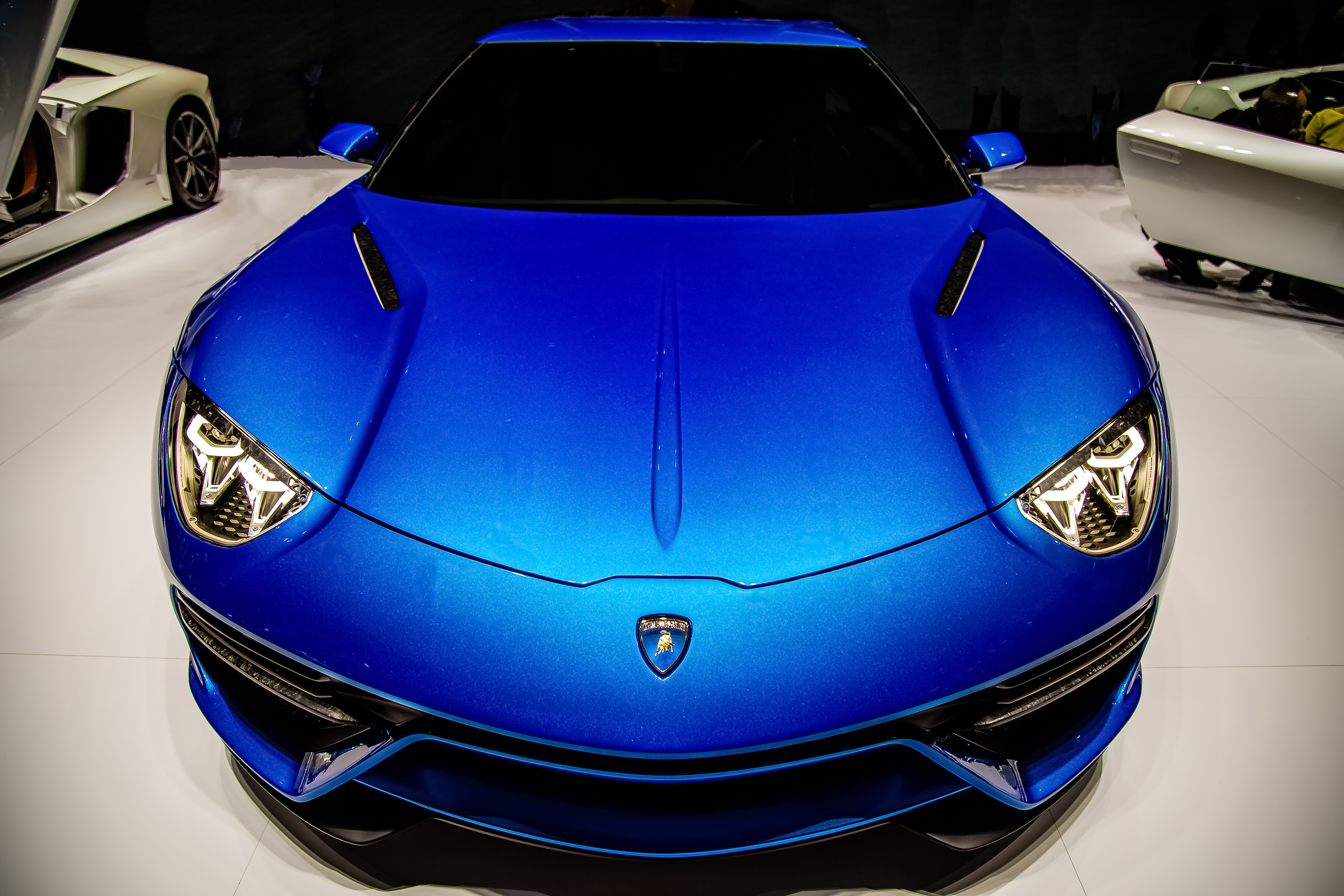
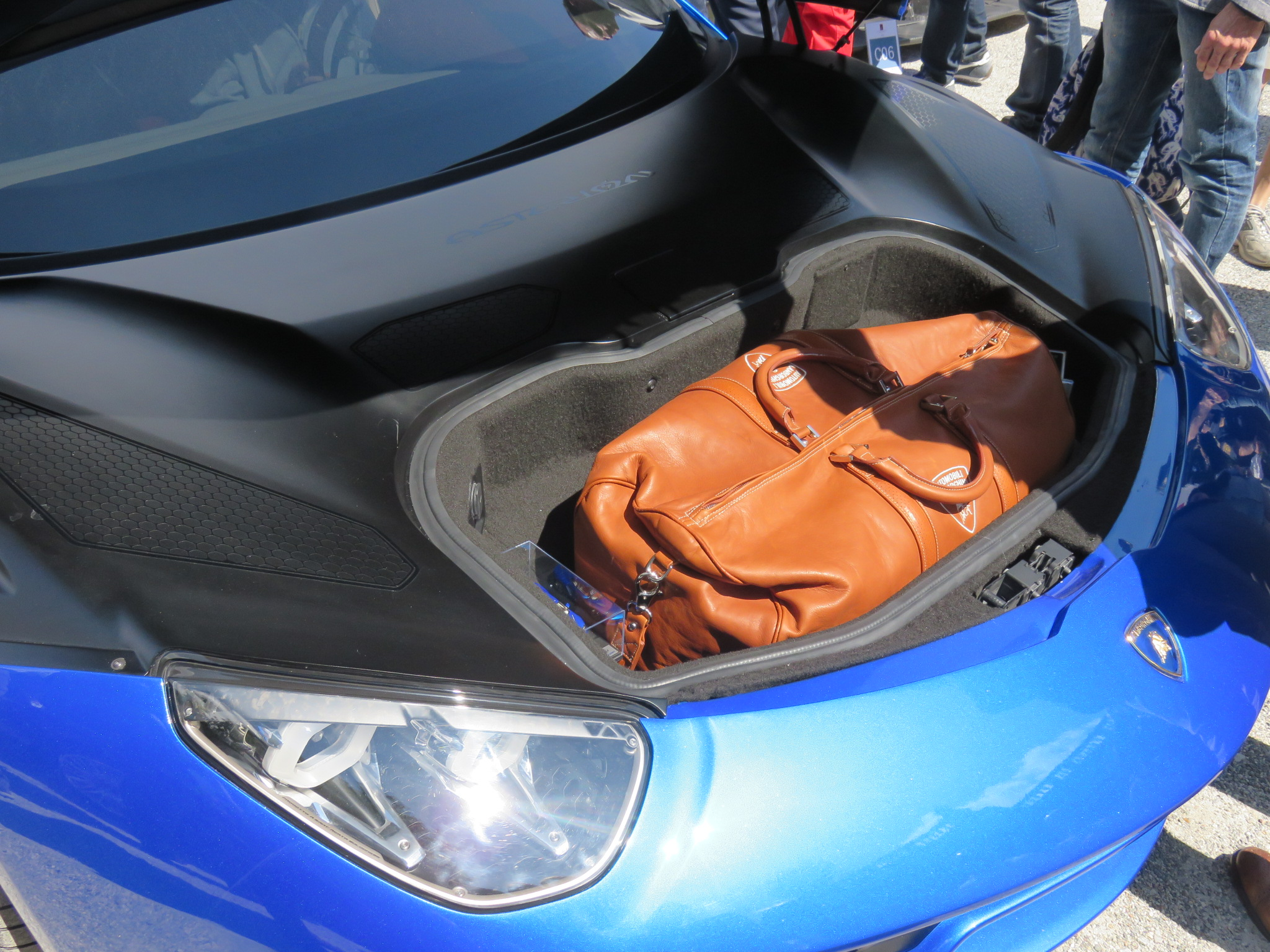

## 비디오 게임에서의 등장
- 리얼 레이싱 3[2][3][4]
- 아스팔트 8: 에어본
- 아스팔트 9: 레전드